# Почётные наименования воинских частей и соединений России и СССР
Один из видов наград воинских соединений, частей, кораблей, учреждений, военно-учебных заведений.К воинским почётным наименованиям относятся: наименования в ознаменование исторических событий,в честь государственных и общественных организаций, государственных, военных деятелей, по названию городов, рек и др., где данные соединения, части отличились в боях.
Также один из 113 установленных в Вооружённых Силах СССР видов наград (поощрений) воинских частей (кораблей), соединений,военных учебных заведений, учреждений за боевые подвиги, совершённые их личным составом, а также за другие выдающиеся заслуги перед Советским государством. К. почётным наименованиям относятся: наименования,присвоенные в ознаменование революционных и исторических событий; в честь государственных и общественных организаций, выдающихся партийных, государственных и военных деятелей, а также по названиям городов, районов и других мест, с которыми связаны наиболее значительные события боевой деятельности воинских формирований. Зародились в период Гражданской войны; особенно широкое распространение получили в годы Великой Отечественной войны

## Почётные наименования до 1917 года
В России начала XVI века поселённые войска назывались по пунктам формирования – «смоляне», «володимерцы», «туляки». Также подразделения русской армии обычно назывались по фамилиям командиров, например, полк Ефима Гулица или дивизия князя Репнина. В 1642 году в Москве были созданы два выборных полка солдатского строя. Один из них, формировавшийся в Бутырской слободе недалеко от Кремля, стал именоваться Бутырским. Он официально считается старшим среди наименованных частей русской армии.
С 1683 года ведётся история Преображенского и Семёновского полков, получивших названия по сёлам, находившимся в восьми верстах от Кремля за Соколиным полем на реке Яузе. Окончательно они были сформированы к началу Азовского похода в 1695 году.
Полкам и другим подразделениям русской армии присваивались имена не только по названию мест, но и по именам их командиров. Так, в 1700 году Пётр I укрепляет армию, в которой кроме существовавших Преображенского, Семёновского, Бутырского формируются ещё 29 солдатских полков, получивших первоначально свои названия по именам командиров. Во время Крымской войны 1853 – 1856 гг. прославился прапорщик Щеголев, и его артиллеристы. 4 орудия небольшого калибра под обстрелом всей неприятельской эскадры в течение 9 часов вели огонь и не допустили врага к городу Одессе. За этот подвиг батарее было присвоено звание «Щеголевской».
Имя генералиссимуса Суворова носили 62-й пехотный Суздальский полк и 11-й гренадерский Фанагорийский полк, которые неоднократно отличались в боях и сражениях. Имя фельдмаршала Кутузова вдохновляло в ратных делах 11-й пехотный Псковский полк.
Примеры храбрости и отваги проявили воины Псковского, Невского, Казанского, Нарвского, Воронежского полков в сражении в районе деревни Кунерсдорф при наступлении на Берлин
После гибели 2 декабря 1904 года героя Порт-Артура командира 7-й Восточно-Сибирской стрелковой бригады генерал-майора Р. И. Кондратенко его имя было присвоено 25-му Восточно-Сибирскому полку и одному из минных крейсеров.
Накануне первой мировой войны и в ходе её вступили в строй линкоры «Севастополь», «Гангут», «Петропавловск», получившие наименования в честь героических сражений русской армии и флота. Знаменательно, что эти корабли в составе Балтийского флота успешно участвовали в боях с германскими эскадрами. Команды линкоров активно участвовали в Октябрьской революции 1917 года, в ледовом походе балтийцев зимой 1918 года, в обороне Петрограда.

## Почётные наименования с 1917 по 1941 год
В годы гражданской войны возродилась и получила многообразное проявление традиция присвоения воинским частям почётных наименований. Дивизии, полки, бронепоезда, корабли носили имена героев прошлого нашей страны – Невского, Пожарского, Хмельницкого, Богуна; своих командиров – Чапаева, Щорса. Первыми, в апреле 1919 года, получили воинские почётные наименования «Туркестанские» соединения Туркестанской армии, сражавшиеся с басмачами в Средней Азии. Многие части получали названия по месту тех сражений, в которых более всего проявился военный героизм, — Перекопская, Самаро-Ульяновская, Сивашская, Чонгарская дивизии. В год создания Красной Армии родилась 1-я сводная Симбирская, получившая в 1921 году фронтовое название «Железная» — в последующем мотострелковая Самаро-Ульяновская, Бердичевская Железная ордена Октябрьской Революции, трижды Краснознамённая, орденов Суворова и Богдана Хмельницкого дивизия. Помимо дивизий наименования получали более мелкие подразделения: в декабре 1918 года приказом Реввоенсовета Республики полки 7-й стрелковой дивизии по местам их формирования были наименованы: Рыбинский, Костромской, Шуйский.
Помимо воинских частей свои почётные наименования получали морские суда и бронепоезда. Таковы названия линейных кораблей «Свободная Россия» Черноморского флота, «Заря свободы» - на Балтике. На Волге действовали вооружённые суда «Коммунист», «Володарский», «Авангард Революции», «Борец за свободу», «Атаман Разин». В годы гражданской войны несколько боевых кораблей носили на своём борту имя вождя октябрьской революции 1917 года. Так, в состав морских сил республики входила канонерская лодка «Ленин», вспомогательный крейсер «Ильич» на Каспии, монитор «Ленин» на Амуре. Имя вождя революции было присвоено штабному судну и бронекатеру Днепровской военной флотилии, тральщику Амударьинской и сторожевому судну Волхово-Ильменской военных флотилий. После окончания боевых действий на Балтике имя «Ленин» было присвоено приказом Реввоенсовета Республики от 31 декабря 1922 года эскадренному миноносцу. С момента постройки в 1916 году на Путиловской верфи в Петрограде и до переименования эсминец в память об одном из героев обороны Петропавловска-Камчатского в 1854 году назывался «Капитан И. Изыльметьев». Моряки эскадренного миноносца принимали активное участие в Октябрьской революции и гражданской войне.
В январе 1918 года отряд черноморских моряков под командованием А. В. Полупанова захватил в Киеве белогвардейский бронепоезд, который получил наименование «Свобода или смерть». С ноября 1917 по февраль 1918 года в районах Петрограда, Москвы и на юге действовал бронепоезд «Победа или смерть», построенный на Путиловском заводе и укомплектованный путиловцами.Несколько бронепоездов носили имя В. И. Ленина. Бронепоезда носили также имена героев и народных вождей СССР. Таковы «Память товарища Руднева», имени Алябьева, «Память Иванова», «Спартак», «Роза Люксембург», имени Ворошилова, имени Володарского, «Память Урицкого», имени народного героя Будённого.

## Почётные наименования с 1941 по 1945 год
В годы Великой Отечественной войны особенно широкое распространение получила традиция присвоения почётных наименований частям и соединениям, отличившимся при освобождении городов. Первыми же в годы Великой Отечественной войны почётные наименования были присвоены ряду танковых и механизированных корпусов и соединений в ходе Сталинградской битвы в январе 1943 года: Абганервские, Басаргинские, Воропоновские, Донские, Зимовниковские, Кантемировские, Котельниковские, Среднедонские, Сталинградские, Тацинские – всего сорок четыре. В дальнейшем сотни частей и соединений были удостоены почётных наименований в честь освобождённых ими городов, столиц союзных республик и иностранных государств – Брестские, Гомельские, Полтавские, Минские, Варшавские и др. Свыше 100 соединений и частей получили наименование Берлинских, 79 – будапештских, 50 – Венских, 20 – Белградских. Некоторым частям и соединениям почётные наименования, как и в русской армии, были присвоены в честь М. В. Фрунзе, А. М. Матросова, И.В.Панфилова, А. И. Лизюкова и др. Почётные наименования присваивались также по названиям рек, горных массивов и озёрных систем, островов и полуостровов, которые наши войска преодолели или освободили (например: Днепровских, Карпатских, Мазурских, Таманских, Хинганских). Победа советских войск в Курской битве была ознаменована присвоением 5 августа 1943 года ряду соединений и частей, отличившихся при освобождении Белгорода и Орла, почётных наименований Белгородских и Орловских.
Вот что пишет об этом видный советский военачальник, генерал армии Сергей Штеменко в своей книге «Генеральный штаб в годы войны»: «5 августа, когда были взяты Орёл и Белгород, в Ставке возникла новая идея. Как только командующие фронтами доложили Верховному о взятии этих городов (о таких победах они всегда стремились докладывать ему непосредственно), генерала Антонова и меня вызвали в Ставку. Сталин только что вернулся с Калининского фронта. Собрались и все остальные члены Ставки». На этом совещание вождь напомнил, что ещё с древних времён успехи воинских частей было принято приветствовать колокольным звоном. Сталин предложил приветствовать успехи частей Красной Армии победными салютами. Первый салют был дан 5 августа 1943 года в честь подразделений, Орёл и Белгород. В благодарственном приказе содержалось и ещё одно положение — приказывалось отныне 5-ю, 129-ю и 380-ю стрелковые дивизии именовать Орловскими, а 89-ю и 305-ю стрелковые дивизии — Белгородскими.

### Двукратные почётные наименования
Многие соединения и части, из названных в последующем, заслужили новые почётные наименования. Так, двойное почётное наименование заслужили гвардейцы 89-й стрелковой дивизии. Уже в конце августа 1943 года за отличия при освобождении Харькова соединение стало именоваться: 89-я гвардейская стрелковая Белгородско-Харьковская дивизия. Некоторые соединения и части числятся в летописи Советских вооружённых сил носителями единственных в своём роде наименований. Таков 336-й отдельный пулемётно-артиллерийский батальон, которому приказом Верховного Главнокомандующего, единственному из участвующих в освобождении города Старая Русса, в феврале 1944 года было присвоено наименование Старорусского.
При возникновении случаев, когда то или иное подразделение имело основания быть награждённым почётным наименованием более двух раз, происходило награждение орденами. Генерал Штеменко пишет о том, как решили эту проблему: «От Верховного и на сей счёт последовали чёткие указания: почётное наименование может быть только сдвоенным, скажем 291-я Воронежско-Киевская штурмовая авиационная дивизия. К многократно отличившимся войскам стали применяться и иные меры поощрения: их либо награждали орденами, либо представляли к гвардейскому званию».

### Почётные наименования, присваивавшиеся по месту формирования и по месту боевых действий
Неповторимыми, единственными в своём роде являются наименования многих частей и соединений, образовавшиеся как за боевые подвиги при освобождении населённых пунктов, так и по месту формирования. К примеру, Уральско-Львовский добровольческий танковый корпус, который был сформирован весной 1943 года на Урале. Укомплектован добровольцами Свердловской, Челябинской и Пермской областей. Оснащён оружием и военной техникой за счёт добровольных взносов трудящихся этих же областей. За боевые заслуги корпус в октябре 1943 года стал 10-м гвардейским, а в августе 1944 года удостоен почётного наименования Львовского. Награждён орденами Красного Знамени, Суворова и Кутузова, В послевоенное время корпус переформирован в 10 гвардейскую танковую дивизию, которой присвоено имя Маршала Советского Союза Р. Я. Малиновского. Дивизия награждена орденом Октябрьской Революции, Памятным знаком ЦК КПСС, Президиума Верховного Совета СССР и Совета Министров СССР и Ленинской юбилейной Почётной грамотой.
Восточно-Сибирская Городокская стрелковая дивизия была сформирована в 1936 году в Забайкальском военном округе и поэтому ей было присвоено наименование Восточно-Сибирской. В апреле 1942 года дивизия стала гвардейской, а в декабре 1943 года ей присвоено почётное наименование Городокской. Символично, что начало наименования дивизии соответствует наименованию дивизии, которой командовал генерал-майор Р. И. Кондратенко в русской армии.

### Почётные наименования, присваивавшиеся только одной воинской части
Как правило, почётные наименования присваивались сразу нескольким воинским формированиям и частям. Однако, имелись случаи присвоения почётных наименований одной воинской части. Так, например: 
- «Тацинский» приказом Народного Комиссара Обороны от 27 января 1943 года № 42 было присвоено только 2-му гвардейскому (бывшему 24-му) танковому корпусу (командир - генерал-майор танковых войск В. М. Баданов) за освобождение одноимённой станицы 24 декабря 1942 года в ходе Среднедонской операции.

Этим же приказом Наркома обороны были присвоены почётные наименования:
- «Котельниковский»	— 3-му гвардейскому танковому корпусу;
- «Кантемировский»	— 4-му гвардейскому танковому корпусу.
- «Зимовниковский»	— 5-му гвардейскому механизированному корпусу

За освобождение Чистяково (ныне город Торез) в ходе Донбасской операции 2 сентября 1943 года приказом Верховного Главнокомандующего наименование
- «Чистяковская» присвоено 127-й стрелковой дивизии (3 формирования).

За освобождение города Лубны в сентябре 1943 года
337-я стрелковая дивизия - единственная, которой присвоено наименование Лубненской.

### Наследование почётных наименований
В Советской Армии существовала традиция, согласно которой регалии расформировываемого подразделения старались передать существующей части — для исторической преемственности, таким образом некоторые соединения и части свои наименования полностью или частично унаследовали от других своих предшественников. Например, Брестско-Тоцко-Померанская гаубичная артиллерийская бригада была сформирована в октябре 1943 года в Московской области. За боевые заслуги в августе 1944 года удостоена почётного наименования Брестской, а от частей, входивших в её состав, бригада унаследовала ряд орденов и почётные наименования Тоцкой и Померанской.
Мозырский кавалерийский полк. Был сформирован в 1918 году в Оренбурге как 1-й советского трудового казачества полк. За отличия на фронтах гражданской войны награждён Центральным Исполнительным Комитетом СССР в 1924 году орденом Красного Знамени. Полк сражался с доблестью в Великую Отечественную войну. В сентябре 1943 года стал гвардейским. В последующем полк унаследовал от 17-й гвардейской кавалерийской дивизии (куда он входил) почётное наименование Мозырской и ряд орденов.

### Перечень почётных наименований. полученный частями и формированиями в период Великой Отечественной войны (неполный)
| Почётное наименование, полученное в ходе Великой Отечественной войны                 | Основание для награждения (описание подвига) | Номер приказа | Наименования награждённых частей |
| ------------------------------------------------------------------------------------ | --- | --- | --- |
| «Брянская Пролетарская»                                                              | | Приказ Народного Комиссара Союза ССР от 20 августа 1941 года № 0310 | 331 сд |
| «Ивановская имени М.В. Фрунзе»                                                       | | Приказ Народного Комиссара Союза ССР от 20 августа 1941 года № 0310 | 332 сд |
| «Имени Челябинского комсомола»                                                       | В связи с укомплектованием её танками "КВ", построенными на средства молодёжи Челябинской области, собранными по инициативе Челябинского Обкома ВЛКСМ | Приказ Народного Комиссара Союза ССР от 27 мая 1942 года № 0429 | 96 тбр |
| «Горьковская»                                                                        | В целях закрепления связи 1 запасной стрелковой бригады с местными партийными и советскими организациями Горьковской области | Приказ Народного Комиссара Союза ССР от 9 октября 1942 года № 0310 | 1 зсбр |
| «Ивановская»                                                                         | В целях закрепления связи 1 запасной стрелковой бригады с местными партийными и советскими организациями Ивановской области | Приказ Народного Комиссара Союза ССР от 9 октября 1942 года № 0310 | 30 зсбр |
| «Муромская»                                                                          | Ввиду поступивших просьб советских и партийных организаций, стахановцев городских предприятий и колхозников г. Мурома и Муромского района | Приказ Народного Комиссара Союза ССР от 12 ноября 1942 года № 0353 | 33 зсбр |
| «Алтайская»                                                                          | Идя на встречу просьбам партийных и советских организаций Алтайского края | Приказ Народного Комиссара Союза ССР от 19 января 1943 года № 29 | 26 зсбр |
| «Донской»                                                                            | | [ 3 ] | 1 гв. тк |
| «Донские»                                                                            | [ 4 ] | [ 5 ] | 44 гв. бап, 61 гв. бап, 6 гв. иад, 58 гв. шад, |
| «Котельниковский»                                                                    | | [ 3 ] | 3 гв. тк |
| «Кантемировский»                                                                     | | [ 3 ] | 4 гв. тк |
| «Сталинградские»                                                                     | | [ 3 ] | 3 гв. мк, 4 гв. мк, 4 тк |
| «Сталинградские»                                                                     | [ 4 ] | [ 5 ] | 6 гв. шап, 7 ап ГВФ, 2 гв. бад, 60-й гв. бап, 1 гв. шад, 74 гв. шап, 75 гв. шап, 73 гв. иап, 1 гв. иад, 53 гв. иап, 271 бад, 16 орап, 99 бап, 35 гв. бап, 2 сак, 201 иад, 13 иап, 235 иад, 970 бап |
| «Сталинградские»                                                                     | [ 6 ] | [ 7 ] | 73 гв. сд, 7 гв. мсбр |
| «Зимовниковский»                                                                     | | [ 3 ] | 5 гв. мк |
| «Имени Верховного Совета Татарской автономной советской социалистической республики» | | Приказ Народного Комиссара Союза ССР от 2 февраля 1943 года № 50 | 5-я отдельная лыжная бригада имени Верховного Совета Татарской автономной советской социалистической республики |
| «Новосибирская»                                                                      | В соответствии с ходатайством Новосибирского обкома ВКП(б) и Облисполкома | Приказ Народного Комиссара Союза ССР от 8 февраля 1943 года № 65 | 23 зсбр |
| «Чебоксарская»                                                                       | В соответствии с ходатайством Обкома ВКП(б) и Совнаркома Чувашской АССР о присвоении 14 запасной стрелковой бригаде наименования «Чебоксарская», по имени столицы Чувашской АССР                                                                                               | Приказ Народного Комиссара Союза ССР от 19 февраля 1943 г. № 90 | 14 зсбр |
| «Ивановская»                                                                         | В связи с ходатайством Ивановского обкома ВКП(б) и исполкома Облсовета депутатов трудящихся | Приказ Народного Комиссара Союза ССР от 6 февраля 1943 г. № 117 | 10 убр |
| «Абганеровский»                                                                      | [ 6 ] | [ 7 ] | 209-й гв. сп |
| «Басаргинский»                                                                       | [ 6 ] | [ 7 ] | 211-й гв. сп |
| «Воропоновский»                                                                      | [ 6 ] | [ 7 ] | 214-й гв. сп |
| «Уразовский»                                                                         | [ 6 ] | [ 7 ] | 153-й гв. ап |
| «Омские»                                                                             | В соответствии с ходатайством Омского Обкома ВКП(б) о переименовании 39 запасной стрелковой бригады и 104, 119 и 387 запасных стрелковых полков этой бригады | Приказ Народного Комиссара Союза ССР от 23 марта 1943 г. № 134 | 39 зсбр, 104, 119, 387 зсп |
| «имени Верховного Совета Татарской АССР»                                             | В соответствии с ходатайством Президиума Верховного Совета Татарской АССР от 29 марта 1943 г. «О присвоении 202 бомбардировочной авиационной дивизии имени Верховного Совета Татарской АССР»                                                                                   | Приказ Народного Комиссара Союза ССР от 19 апреля 1943 г. № 179 | 202 бад |
| «Московские»                                                                         | [ 4 ] | [ 5 ] | 10 орап, 6 гв. шап, 25 гв. нбап |
| «Смоленский»                                                                         | [ 4 ] | [ 5 ] | 20 иап |
| «Новгородский»                                                                       | [ 4 ] | [ 5 ] | 2 бап |
| «Гомельский»                                                                         | [ 4 ] | [ 5 ] | 130 бап |
| «Красноярский»                                                                       | [ 4 ] | [ 5 ] | 22 гв. бап |
| «Красноярский»                                                                       | 392 пушечному артиллерийскому полку, достигшему хороших успехов на фронтах Отечественной войны в борьбе с фашистскими захватчиками, присвоить собственное наименование и именовать — «392 Красноярский пушечный артиллерийский полк РГК».                                      | Приказ Народного Комиссара Обороны Союза ССР от 15 мая 1943 г.№ 218 «О присвоении собственного наименования 392 пушечному артиллерийскому полку резерва Главного Командования» | 392 пап |
| «Юхновский»                                                                          | [ 4 ] | [ 5 ] | 24 гв. бап |
| «Чкаловский»                                                                         | [ 4 ] | [ 5 ] | 615 бап |
| «Солнечногорский»                                                                    | [ 4 ] | [ 5 ] | 566 шап |
| «Воронежские»                                                                        | [ 4 ] | [ 5 ] | 291 шад, \|33 гв. шап, 41 шап |
| «Валдайские»                                                                         | [ 4 ] | [ 5 ] | 5 гв. иад, 5 гв. шад |
| «Ленинградские»                                                                      | [ 4 ] | [ 5 ] | 28 гв. иап, 14 гв. иап, 10 бап, 205 пбап |
| «Красногвардейские»                                                                  | [ 4 ] | [ 5 ] | 55 бап, 1 гв. иап |
| «Харьковский»                                                                        | [ 4 ] | [ 5 ] | 717 бап |
| «Белорусский»                                                                        | [ 4 ] | [ 5 ] | 70 гв. шап |
| «Старорусский»                                                                       | [ 4 ] | [ 5 ] | 58 бап |
| «Петрозаводский»                                                                     | [ 4 ] | [ 5 ] | 72 орап |
| «Киевские»                                                                           | [ 4 ] | [ 5 ] | 10 гв. бап, 820 шап, 66 шап |
| «Киевские»                                                                           | В ознаменование одержанной победы | 6 ноября 1943 г. | 23 сд, 30 сд, 74 сд, 121 сд, 136 сд, 141 сд, 163 сд, 167 сд, 180 сд, 218 сд, 226 сд, 232 сд, 240 сд, 340 сд, 5 гв. тк, 6 гв. тк, 7 гв. тк, 150 отд. тбр, 59 отд. тп, 13 адп, 17 адп, 1 гв. пабр, 3 гв. лабр, 24 гв. пабр, 112 гв. пап, 1157 пап, 805 гап, 839 гап, 9 гв. иптабр, 4 гв. иптап, 222 иптап, 316 гв. иптап, 868 иптап, 1075 иптап, 1666 иптап, 3 гв. минд, 12 отд. минбр, 65 гв. минп, 98 гв. минп, 491 минп, 492 минп, 497 минп, 8 зенад, 21 зенад, 811 орадн, 7 отд. минжб, 268 отд. инжб, 1505 отд. инжб, 4 гв. шад, 264 шад, 291 шад, 8 гв. иад, 256 иад, 208 нббад, 60 отд. каэ; 39 отд. тп, 1950 пап, 5 гв. минп, 16 гв. минп, 66 гв. минп;, 9 мк, 166 отд. итп, 50 отд. мцп, 39 отд. развед. автобронебатальону, 182 отд. арм. минжб |
| «Одесский»                                                                           | [ 4 ] | [ 5 ] | 9 гв. иап |
| «Волховский»                                                                         | [ 4 ] | [ 5 ] | 29 гв. иап |
| «Невский»                                                                            | [ 4 ] | [ 5 ] | 15 гв. шап |
| «Тихвинский»                                                                         | [ 4 ] | [ 5 ] | 34 гв. бап |
| «Тихвинский»                                                                         | [ 4 ] | [ 5 ] | 34 гв. бап |
| «Забайкальский»                                                                      | [ 4 ] | [ 5 ] | 32 орап |
| «Курские»                                                                            | [ 4 ] | [ 5 ] | 614 шап, 896 иап |
| «Тульский»                                                                           | [ 4 ] | [ 5 ] | 171 иап |
| «Касторненский»                                                                      | [ 4 ] | [ 5 ] | 721 иап |
| «Керченский»                                                                         | [ 4 ] | [ 5 ] | 54 гв. иап |
| «Волжский»                                                                           | [ 4 ] | [ 5 ] | 78 гв. шап |
| «Камышинская»                                                                        | [ 4 ] | [ 5 ] | 283 иад |
| «Алтуховский»                                                                        | [ 4 ] | [ 5 ] | 56 гв. иап |
| «Алтуховский»                                                                        | [ 4 ] | [ 5 ] | 56 гв. иап |
| «Ржевская»                                                                           | [ 4 ] | [ 5 ] | 7 гв. иад |
| «Сибирская Сталинская»                                                               | [ 4 ] | [ 5 ] | 278 иад |
| «имени Героя Советского Союза Марины Расковой»                                       | [ 4 ] | [ 5 ] | 587 бап |
| «Ташкентский»                                                                        | [ 4 ] | [ 5 ] | 34 бап |
| «Клинские»                                                                           | [ 4 ] | [ 5 ] | 54 бап, 128 бап |
| «Орловский»                                                                          | [ 4 ] | [ 5 ] | 24 бап |
| «Орловские»                                                                          | [ 9 ] | [ 10 ] | 5 сд, 129 сд, 380 сд |
| «Орловская»                                                                          | 17 Гвардейской танковой бригаде 1 Гвардейского Донского танкового корпуса, отличившейся в боях яа Родину | приказ Народного Комиссара Обороны Союза ССР № 273 от 9 сентября 1943 г. «О присвоении наименования»                                                                           | 17 гв. тбр |
| «имени Александра Матросова»                                                         | Для увековечения памяти Героя Советского Союза гвардии рядового Александра Матвеевича Матросова | Приказ Народного Комиссара Обороны от 8 сентября 1943 г. №269 «О присвоении 254 гвардейскому стрелковому полку имени Александра Матросова»                                     | 254 гв. сп 56 гв. сд |
| «Ростов-Донский»                                                                     | [ 4 ] | [ 5 ] | 3 гв. иап |
| «Белгородские»                                                                       | [ 9 ] | [ 10 ] | 89 гв. сд, 305 сд |
| «Харьковские»                                                                        | В ознаменование освобождения Харькова | Приказ Верховного Главнокомандующего 23 августа 1943 года № 4 Архивная копия от 3 июля 2020 на Wayback Machine                                                                 | 89 гв.сд; 252 сд; 84 сд; 299 сд; 116 сд; 375 сд; 183 сд; 15 гв сд; 28 гв сд; 93 гв. сд. |
| «Харьковский»                                                                        | [ 4 ] | [ 5 ] | 55 гв. иап |
| «Таганрогские»                                                                       | В ознаменование освобождения Ростовской области и города Таганрога | Приказ Верховного Главнокомандующего от 30 августа 1943 года | 130 сд, 416 сд |
| «Глуховские»                                                                         | [ 9 ] | [ 12 ] | 70 гв. сд, 226 сд, 1 адп РГК, 23 тбр |
| «Рыльские»                                                                           | [ 9 ] | [ 12 ] | 121 сд, 112 сд |
| «Севские»                                                                            | [ 9 ] | [ 12 ] | 69 сд, 60 сд, 103 тбр, 43 мбр, 255 отп, 68 пабр, 100 габр БМ |
| «Ельненские»                                                                         | В ознаменование победы, одержанной нашими войсками под городом Ельня | Приказ Верховного Главнокомандующего от 30 августа 1943 года | 29 гв. сд, 76 сд, 23 гв. отбр, 25 гв. тбр, 26 гв. тбр, 119 оитп |
| «Сумские»                                                                            | В ознаменование достигнутых успыехов | Приказ Верховного Главнокомандующего от 2 сентября 1943 года | 340 сд, 167 сд, 232 сд |
| «Сталинские»                                                                         | [ 13 ] | [ 14 ] | 50 гв. сд, 301 сд, 230 сд |
| «Енакиевские»                                                                        | [ 13 ] | [ 14 ] | 34 гв. сд, 40 гв. сд, 320 сд |
| «Иловайская»                                                                         | [ 13 ] | [ 14 ] | 96 гв. сд |
| «Чистяковская»                                                                       | За отличие в боях при освобождении города Чистяково. | Приказ Верховного Главнокомандующего СССР 8 сентября 1943 года № 9 Архивная копия от 4 августа 2021 на Wayback Machine                                                         | 127-я стрелковая дивизия (3-го формирования) |
| «Горловские»                                                                         | [ 13 ] | [ 14 ] | 126 сд, 271 сд |
| «Дебальцевская»                                                                      | [ 13 ] | [ 14 ] | 446 сд |
| «Артёмовские»                                                                        | [ 13 ] | [ 14 ] | 259 сд, 266 сд |
| «Лисичанская»                                                                        | [ 13 ] | [ 14 ] | 279 сд |
| «Константиновские»                                                                   | [ 13 ] | [ 14 ] | 135 тбр, 179 иптап |
| «Макеевская»                                                                         | [ 13 ] | [ 14 ] | 54 гв. сд |
| «Славянские»                                                                         | [ 13 ] | [ 14 ] | 61 гв. сд, 297 сд |
| «Краматорские»                                                                       | [ 13 ] | [ 14 ] | 59 гв. сд, 5 гв. омсбр, 243 отп |
| «Конотопские»                                                                        | [ 9 ] | [ 15 ] | 143 сд, 280 сд, 65 гв. минп |
| «Бахмачские»                                                                         | [ 9 ] | [ 15 ] | 75 гв. сд, 132 сд, 221 бад, 3 гв. лабр, 56 гв. минп |
| «Мариупольские»                                                                      | [ 9 ] | [ 16 ] | 221 сд, 9 гв. иад |
| «Волновахские»                                                                       | [ 9 ] | [ 15 ] | 11 гв. кд, 3 гв. сд, 5 гв. мбр, 6 гв. мбр, 11 мсбр, 65 тбр |
| «Чаплинские»                                                                         | [ 9 ] | [ 15 ] | 3 тбр, 39 тбр |
| «Барвенковские»                                                                      | [ 9 ] | [ 15 ] | 39 гв. сд, 31 гв. отбр, 1890 сап |
| «Новгород-Северские»                                                                 | [ 9 ] | [ 17 ] | 102 сд, 140 сд, 162 сд, 478 минп, 120 иптап, 94 гв. минп, 235 зенап, 14 исбр, 321 инжб, |
| «Новороссийские»                                                                     | [ 9 ] | [ 17 ] | 318-я сд, 83 оморсбр, 5 гв. тбр, 290 осп войск НКВД, 393 обмп, 11 шад, 88 иап, 889 нлбап, 2 бр ТКА ЧФ, 1 дн СКА ЧФ, 4 дн СКА ЧФ, 81 гап, 69 гв. ап, 1169 пап, 108 гв. иптап, 195 гвминп, 1-й гв. оадн, 251 опадн, 8-й гв. минп |
| «Брянские»                                                                           | [ 9 ] | [ 18 ] | 197 сд, 323 сд, 3 гв. иад, 277 исб, 140 исб |
| «Бежицкие»                                                                           | [ 9 ] | [ 18 ] | 4 сд, 273 сд, 313 нббад, 74 гв. минп, 310 гв. минп, |
| «Прилукская»                                                                         | [ 9 ] | [ 19 ] | 42 гв. сд |
| «Ромненская»                                                                         | [ 9 ] | [ 19 ] | 163 сд |
| «Лубненская»                                                                         | [ 9 ] | [ 19 ] | 337 сд |
| «Пирятинские»                                                                        | [ 9 ] | [ 19 ] | 237 сд, 309 сд (2-го формирования) |
| «Миргородские»                                                                       | [ 9 ] | [ 19 ] | 93 сд (2-го формирования), 373 сд |
| «Ромоданская»                                                                        | [ 9 ] | [ 19 ] | 218-я сд (2-го формирования) |
| «Красноградские»                                                                     | [ 9 ] | [ 19 ] | 58 гв. сд, 72 гв. сд, 81 гв. сд, 1 мк, 161-й гв. пап, 115-й гв. иптап, 292 шад |
| «Павлоградские»                                                                      | [ 9 ] | [ 19 ] | 60 гв. сд, 172 сд |
| «Речицкие»                                                                           | В ознаменование одержанной победы соединениям и частям, отличившимся в боях за освобождение города Речица, присвоить наименование «Речицких». | Приказ Верховного Главнокомандующего 18 ноября 1943 года № 43 Архивная копия от 3 июля 2020 на Wayback Machine                                                                 | 37-я гв. сд, 170-я сд, 194-я сд, 15-я гв. тбр, 16-я гв.тбр, 23-я отбр, 218-й минп, 478-й минп, 543-й иптап, 20-я иптабр, 35-я гв. минбр, 479-й минп, 68-я опабр, 4-я гв. иптабр, 2-я гв. габр, 3-я гв. зенад, 1168-й пап, 220-й гв. иптап, 2-я гв.шад, 271-я нбад, 241-я бад. |
| «Житомирские»                                                                        | В ознаменование одержанной победы соединениям и частям, отличившимся в боях за освобождение города Житомир, присвоить наименование «Житомир-ских» | Приказ Верховного Главнокомандующего 1 января 1944 года № 53 Архивная копия от 5 февраля 2021 на Wayback Machine                                                               | 322-я сд; 336-я сд; 129-я гв.сд; 99-я сд; 350-я сд; 304-я сд, 93-я отбр, 21-я гв.тбр, 14-я гв. тбр, 47-й гв. отп; 1831-й сап; 1642-й иптап; 1644-й иптап; 839-й гап; 525-й минп; 3-я ад; 9-й мк. |
| «Новоград-Волынские»                                                                 | В ознаменование одержанной победы соединениям и частям, отличившимся в боях за освобождение города Новоград-Волынский, присвоить наименование «Новоград-Волынских». | Приказ Верховного Главнокомандующего 3 января 1944 года № 54 Архивная копия от 17 июля 2020 на Wayback Machine                                                                 | 149-я сд, 287-я сд, 111-я тбр, 162-я тбр, 175-я тбр, 20-я мсбр, 1829-й сап, 41-й сап. |
| «Белоцерковские»                                                                     | В ознаменование одержанной победы соединениям и частям, отличившимся в боях за освобождение города Белая Церковь, присвоить наименование «Бело-церковских» | Приказ Верховного Главнокомандующего 4 января 1944 года № 55 Архивная копия от 3 июля 2020 на Wayback Machine                                                                  | 111-й гв. гап, 33-я пабр, 317-й гв. иптап, 8-я гв. иптабр, 1667-й иптап, 493-й минп, 328-й гв. минп. |
| «Бердичевские»                                                                       | В ознаменование одержанной победы соединениям и частям, отличившимся в боях за освобождение города Бердичев, присвоить наименование «Бердичевских». | Приказ Верховного Главнокомандующего 6 января 1944 года № 56 Архивная копия от 18 апреля 2021 на Wayback Machine                                                               | 389-я сд, 117-я гв. сд, 24-я сд, 44-я гв. тбр, 12-й отд гв. тп, 312-й гв. иптап,493-й иптап, 91-й гв. минп, 227-я шад. |
| «Мгинские»                                                                           | В ознаменование одержанной победы за н.п. Мга наиболее отличившиеся в боях соединения и части представить к присвоению наименования «Мгинских» и к награждению их орденами. | Приказ Верховного Главнокомандующего 21 января 1944 года № 62 Архивная копия от 3 июля 2020 на Wayback Machine                                                                 | 18 сд, 124 сд, 268 сд, 33 от.гв.ттпп, 71 гв пап, 223 гв. пап, 267 гв пап, 882 иптап, 18 гв, минп, 193 арм. минп, 500 арм. минп, 504 арм. минп, 53 отд. инжб, 112 аинжб, 12 ад. дд. |
| «Тацинский»                                                                          | Почётное наименование присвоено за особое отличие в боях за Отечество с немецкими захватчиками при освобождении станицы Тацинской (в ходе Среднедонской операции). | [ 3 ] | 2-й гвардейский танковый корпус |
| «Карачевские»                                                                        | В ознаменование достигнутых успехов дивизиям, освободившим город Карачев, присвоить наименование «Карачевских» | Приказ Верховного Главнокомандующего 15 августа 1943 года № 3 Архивная копия от 3 июля 2020 на Wayback Machine                                                                 | 16 гв сд; 84 гв.сд; 238 сд; 369 сд. |
| «Нежинские»                                                                          | В ознаменование одержанной победы частям, отличившимся в боях за освобождение города Нежин, присвоить наименование «Нежинских» | Приказ Верховного Главнокомандующего 15 сентября 1943 года № 12 Архивная копия от 3 июля 2020 на Wayback Machine                                                               | 7-й гв. мк; 24-я гв. мбр, 25-я гв. мбр, 57-я гв. тбр, 299-я шад, 286-й иад. |
| «Невельские»                                                                         | В ознаменование одержанной победы соединениям и частям, отличившимся в боях за освобождение города Невель, присвоить наименование «Невельских». | Приказ Верховного Главнокомандующего 7 октября 1943 года № 30 Архивная копия от 4 сентября 2020 на Wayback Machine                                                             | 21 гв.сд; 28 сд; 47 сд; 360 сд; 31 сбр; 78 тбр; 143 тбр; 236 тбр; 163 гв.иптап; 827 гап; 211 шад; 240 иад. |
| «Александрийские»                                                                    | В ознаменование одержанной победы соединениям и частям, отличившимся в боях за освобождение города Александрия, присвоить наименование «Алек-сандрийских». | Приказ Верховного Главнокомандующего 6 декабря 1943 года № 47 Архивная копия от 3 июля 2020 на Wayback Machine                                                                 | 110 гв.сд; 111 сд; 214 сд; 8 мк; 116 тбр; 91 габр;11 иптабр; 444 иптап; 14 шисбр, 308 гв.минп; 294 иад. |
| «Городокские»                                                                        | В ознаменование одержанной победы соединениям и частям, отличившимся, в боях за освобождение Городка, присвоить наименование «Городокских». | Приказ Верховного Главнокомандующего 24 декабря 1943 года № 51 Архивная копия от 3 июля 2020 на Wayback Machine                                                                | 5 гв.сд; 11 гв.сд; 26 гв.сд; 83 гв.сд; 10 гв.тбр; 17 иптабр; 488 пап; 523 кап; 2 гв.минд; 545 минп; 6 гв.минжб; 259 иад. |
| «Новгородские»                                                                       | В ознаменование одержанной победы наиболее отличившимся в боях соединениям и частям присвоить наименование «Новгородских» и представить их к награждению орденами. | Приказ Верховного Главнокомандующего 20 января 1944 года № 61 Архивная копия от 6 июня 2021 на Wayback Machine                                                                 | 65 сд; 191 сд; 225 сд; 310 сд; 372 сд; 378 сд; 382 сд; 150 УР; 7 гв.отбр; 32 гв.отпп; 35 гв.отпп; 50 гв.отпп; 1433 отд.сап; 1536 отд.сап; 34 отдельный аэросанный батальон; 44 отдельный аэросанный батальон; 121 отд.габр БМ; 1 ап войск НКВД; 2 ап войск НКВД;13 гв.пап; 70 арм.пап; 367 арм. пап;448 арм.пап; 1096 арм.пап; 708 орадн;5 отд.минбр; 10 гв.минбр; 12 гв.минбр; 30 отд.минбр; 28 гв.минп; 319 гв.минп; 505 арм.минп; 506 арм.минп; 1 исбр; 2 отд.гв.инжбр СН; 9 шисбр; 55 отд.мпомб; 109 отд.минжб; 135 отд.минжб; 500 отд.отб; 501 отд.отб; 502 отд.отб; 503 отд.отб; 269 иад; 281 шад; 4 гв.ббап; 386 ибап; 44 отд каэ. |
| «Дновские»                                                                           | В ознаменование одержанной победы соединения и части, наиболее отличившиеся в боях за освобождение города Дно, представить к присвоению наименования «Дновских» и к награждению орденами.                                                                                      | Приказ Верховного Главнокомандующего 24 февраля 1944 года № 77 Архивная копия от 4 февраля 2021 на Wayback Machine                                                             | 182 сд; 23 гв.сд, 137 осбр, 37 тп, 239 тп, 288 сд, 16 отбр, 823 орадн, 499 арм.минп, 539 мижб. |
| «Уманские»                                                                           | В ознаменование одержанной победы наиболее отличившиеся в боях соединения и части представить к Присвоению наименования «Уманских» и к награждению орденами. | Приказ Верховного Главнокомандующего 10 марта 1944 года № 82. | 80 гв.сд; 3 гв.вдд; 3тк; 16 тк; 50 тбр; 51 тбр, 13 гв.оттпп; 25 отд.тп; 57 мсбр; 713 сап; 1892 сап; 2 отд.иптабр; 24 отд.иптабр; 34 отд.иптабр; 10 арм.минп; 86 гв.минп; 324 гв.минп; 4 исбр; 6 шисбр; 2 от.гв.пс. |
| «Станиславские»                                                                      | В ознаменование одержанной победы соединения и части, наиболее отличившиеся в боях за овладение городом Станислав, представить к присвоению на-именования «Станиславских» и к награждению орденами.                                                                            | Приказ Верховного Главнокомандующего 27 июля 1944 года № 152 Архивная копия от 2 августа 2020 на Wayback Machine                                                               | 18 гв.ск, 30 ск, 147 сд, 155 сд, 161 сд, 35 сп,, 581 сп, 683 сп, 745 сп, 1 гв.отпп, 353 ап, 968 ап, 1036 ап, 1672 иптап, 1067 зенап, 8 отд. мпомб, 50 отд. мпомб, 113 исб, 919 сапб, 17 олбс, 905 олбс, 117 гв. иап, 165 гв. шап, 208 шап, 565 шап |
| «Ямпольские»                                                                         | В ознаменование одержанной победы наиболее отличившиеся в боях соединения и части представить к присвоению наименований “Шумских”, “Изяславльских”, “Ямпольских” и “Остропольских” и к награждению орденами.                                                                   | Приказ Верховного Главнокомандующего 5 марта 1944 года № 79 | 8 сд; 138 арм.минп; 728 иап . |
| «Шумские»                                                                            | В ознаменование одержанной победы наиболее отличившиеся в боях соединения и части представить к присвоению наименований “Шумских”, “Изяславльских”, “Ямпольских” и “Остропольских” и к награждению орденами.                                                                   | Приказ Верховного Главнокомандующего 5 марта 1944 года № 79 | 246 сд; 3 гв.мсбр; 240 отд.гв.миндн; 317 аинжб; 525 шап . |
| «Изяславльские»                                                                      | В ознаменование одержанной победы наиболее отличившиеся в боях соединения и части представить к присвоению наименований “Шумских”, “Изяславльских”, “Ямпольских” и “Остропольских” и к награждению орденами.                                                                   | Приказ Верховного Главнокомандующего 5 марта 1944 года № 79 | 58 отдельный дивизион бепо; 1076 аиптап; 752 иптадн, 59 исбр, 379 обс . |
| «Остропольские»                                                                      | В ознаменование одержанной победы наиболее отличившиеся в боях соединения и части представить к присвоению наименований “Шумских”, “Изяславльских”, “Ямпольских” и “Остропольских” и к награждению орденами.                                                                   | Приказ Верховного Главнокомандующего 5 марта 1944 года № 79 | 374 гв.тсап; 496 арм.минп; 571 шап . |
| «Староконстантиновские»                                                              | В ознаменование одержанной победы соединения и части, наиболее отличившиеся в боях за освобождение города Староконстантинов, представить к присвоению наименования “Староконстантиновских” и к награждению орденами.                                                           | Приказ Верховного Главнокомандующего 9 марта 1944 года № 81 | 94 ск; 58 отд.гв.тпп; 1 габр;5 пабр;6 исбр;32 иап; 90 гв шап; 167 гв шап; 50 габр; 774 гап; 1003 гап; 1516 гап.. |
| «Жмеринские»                                                                         | В ознаменование одержанной победы соединения и части, наиболее отличившиеся в боях за освобождение города Жмеринка, представить к присвоению наименования “Жмеринских” и к награждению орденами.                                                                               | Приказ Верховного Главнокомандующего 18 марта 1944 года № 87 | 151 сд; 23 отд.иптабр; 628 арм.пап;224 шад. |
| «Кременецкие»                                                                        | В ознаменование одержанной победы соединения и части, наиболее отличившиеся в боях за освобождение Кременца, представить к присвоению наименования “Кременецких” и к награждению орденами.                                                                                     | Приказ Верховного Главнокомандующего 19 марта 1944 года № 88 | 107 сд; 1645 аиптап; 802 зенап; 35 отд.шисб; 525 шап; 728 иап. |
| «Винницкие»                                                                          | В ознаменование одержанной победы соединения и части, наиболее отличившиеся в боях за освобождение города Винница, представить к присвоению наименования “Винницких” и к награждению орденами.                                                                                 | Приказ Верховного Главнокомандующего 22 марта 1944 года № 90 | 241 сд; 1899 сап; 1900 сап; 269 иптап; 1663 иптап; 15 отд.шисбр; 130 опс; 5 шак; 39 пабр; 1247 пап; 1251 пап.. |
| «Чертковские»                                                                        | В ознаменование одержанной победы соединения и части, наиболее отличившиеся в боях при осуществлении прорыва и за освобождение городов Чертков, Гусятин и Залещики, представить к присвоению наименований “Чертковских”, “Гусятинских”, “Залещицких” и к награждению орденами. | Приказ Верховного Главнокомандующего 24 марта 1944 года № 92 | 1 гв.тбр; 40 гв.тбр. |
| «Гусятинская»                                                                        | В ознаменование одержанной победы соединения и части, наиболее отличившиеся в боях при осуществлении прорыва и за освобождение городов Чертков, Гусятин и Залещики, представить к присвоению наименований “Чертковских”, “Гусятинских”, “Залещицких” и к награждению орденами. | Приказ Верховного Главнокомандующего 24 марта 1944 года № 92 | 45 гв.тбр. |
| «Залещицкая»                                                                         | В ознаменование одержанной победы соединения и части, наиболее отличившиеся в боях при осуществлении прорыва и за освобождение городов Чертков, Гусятин и Залещики, представить к присвоению наименований “Чертковских”, “Гусятинских”, “Залещицких” и к награждению орденами. | Приказ Верховного Главнокомандующего 24 марта 1944 года № 92 | 20 гв.мбр. |
| «Проскуровские»                                                                      | В ознаменование одержанной победы соединения и части, наиболее отличившиеся в боях за освобождение города Проскуров, представить к присвоению наименования “Проскуровских” и к награждению орденами.                                                                           | Приказ Верховного Главнокомандующего 25 марта 1944 года № 93 | 68 гв.сд;2 гв.вдд; 69 мбр; 70 мбр; 71 мбр; 399 гв.тсап; 32 отд.иптабр; 1854 иптап; 7 минбр; 36 гв.минп; 329 гв.минп; 580 арм.зенап; 1362 зенап; 9 исбр; 3 помбр; 182 отд.арм.минжб; 351 аинжб; 5 опс; 235 шап; 19 иап; 575 арм.аэс; 92 тгабр; 37 лабр; 218 гв.лап; 1430 лап; 1432 лап; 22 минбр; 239 минп; 242 минп; 245 минп.. |
| «Каменец-Подольские»                                                                 | В ознаменование одержанной победы соединения и части, наиболее отличившиеся в боях за освобождение города Каменец-Подольский, представить к присвоению наименования “Каменец-Подольских” и к награждению орденами.                                                             | Приказ Верховного Главнокомандующего 27 марта 1944 года № 95 | 49 мбр; 56 отд.тп; 6 помбр; 88 отд.минжб; 92 гв.шап; 451 шап; 809 шап; 996 шап; 112 гв.иап; 513 иап; 646 нбап; 715 нбап.. |
| «Черновицкие»                                                                        | В ознаменование, одержанной победы соединения и части, наиболее отличившиеся в боях за освобождение города Черновицы, представить к присвоению наименования “Черновицких” и к награждению орденами.                                                                            | Приказ Верховного Главнокомандующего 30 марта 1944 года № 98 | 27 гв.мсбр;64 гв.тбр; 353 гв.иптап; 362 гв.иптап; 1664 иптап; 79 гв.минп; 265 гв.минп; 270 гв.минп; 405 отд.гв.миндн; 15 отд.мпомб; 18 отд.мпомб; 267 аинжб; 41 гв.иап; 597 нббап; 690 нббап; 989 нбап.. |
| «Прикарпатские»                                                                      | В ознаменование одержанной победы соединения и части, наиболее отличившиеся в боях за разгром противника в предгорьях Карпат и за выход на нашу юго-западную государственную границу, представить к присвоению наименования “Прикарпатских” и к награждению орденами.          | Приказ Верховного Главнокомандующего 8 апреля 1944 года № 101 | 8 гв.мк;11 гв.тк;358 гв.зенап,7 сп 24 сд; 274 сп 24 сд; 160 ап 24 сд.. |
| «Тарнопольских»                                                                      | В ознаменование одержанной победы соединения и части, наиболее отличившиеся в боях за освобождение Тарнополя, представить к присвоению наименования “Тарнопольских” и к награждению орденами.                                                                                  | Приказ Верховного Главнокомандующего 15 апреля 1944 года № 109 | 302 сд; 496 сп; 825 сп; 1085 сп; 1087 сп; 1128 сп; 1130 сп; 1827 тсап; 7 отд.гв.иптабр; 28 отд.иптабр; 756 иптап; 886 ап; 297 отд.иптдн; 32 гв.минбр; 264 минп; 299 гв.минп; 23 зенад; 120 гв.зенап; 106 отд.сапб; 235 арм.минжб; 126 опс; 387 обс; 326 нбад; 40 гв.иап; 637 шап; 108 габр БМ; 332 отд.зенадн ПВО.. |

## Почётные наименования с 1945 по 1991 год
После Великой Отечественной войны присвоение наименований по названиям городов, местностей, горных хребтов и рек не производится, но традиция присвоения соединениям и учреждениям имён выдающихся государственных общественно-политических деятелей и защитников Родины получила дальнейшее развитие. Например, гвардейская мотострелковая Синельниковско-Будапештская дивизия получила имя В. И. Чапаева в 1964 году в целях хранения боевых традиций и заслуг бывшей 25-й стрелковой дивизии и её прославленного командира - героя гражданской войны. Присвоение почётных наименований частям и кораблям 1 и 2 ранга производится становлением Совета Министров СССР или приказом министра обороны СССР, а кораблям 3 и 4 ранга и вспомогательным судам ВМФ - приказом главнокомандующего ВМФ.

## Почётные наименования с 1991 года по настоящее время
После распада СССР в Вооружённых силах Российской Федерации существующие почётные наименования были закреплены указом президента РФ от 12 июля 2000 г. N 1292 «Об утверждении Положения о почётных наименованиях объединений, соединений, воинских частей (кораблей) и организаций Вооружённых Сил Российской Федерации, других войск, воинских формирований и органов» (с изменениями и дополнениями).
12 декабря 2012 года в своём послании Федеральному собранию президент Российской Федерации В. В. Путин заявил о необходимости возрождения Преображенского и Семёновского полков. 9 апреля 2013 года именем легендарного полка стал называться 154-й отдельный комендантский Преображенский полк. 12 апреля 2013 года Президент Российской Федерации подписал указ о воссоздании Семёновского полка.
1 апреля 2013 года начальник пресс-службы ЦВО полковник Ярослав Рощупкин заявил: «В ЦВО сформирована и приступила к работе рабочая группа по возрождению имён прославленных воинских частей, соединений и объединений. В целях воспитания военнослужащих в духе преданности Отечеству, верности воинскому долгу и сохранения боевых традиций планируется передать почётные наименования, боевые знамёна и государственные награды одиннадцати объединений, соединений и воинских частей правопреемникам — воинским коллективам округа». Возглавляет рабочую группу начальник организационно-мобилизационного управления штаба ЦВО генерал-майор Александр Линьков.
Указом президента России от 29 января 2018 года 23 истребительному авиационному полку было присвоено почётное наименование «Таллинский», а 227 бомбардировочный авиационный полк стал «Млавским».
30 июня 2018 года Владимир Путин присвоил почётные наименования 11 российским воинским формированиям, в частности: 381-му артиллерийскому полку присвоено почётное наименование «гвардейский Варшавский». Теперь полностью он будет называться «381-й гвардейский артиллерийский Варшавский Краснознамённый, орденов Суворова и Кутузова полк».
933-му зенитному ракетному полку присвоено наименование «Верхнеднепровский», 90-й танковой дивизии – «гвардейская Витебско-Новгородская», 163-му танковому полку – «гвардейский Нежинский», 6-му танковому полку – «гвардейский Львовский», 102-му мотострелковому полку – «Слонимско-Померанский», 68-му танковому полку – «гвардейский Житомирско-Берлинский».
Кроме того, 400-й самоходный артиллерийский полк получил почётное наименование «Трансильванский», 150-я мотострелковая дивизия – «Идрицко-Берлинская», 856-й самоходный артиллерийский полк – «гвардейский Кобринский», а 144-я мотострелковая дивизия – «гвардейская Ельнинская».
Оставшиеся от СССР почётные наименования частей и соединений, перешедших после распада СССР в юрисдикцию Украины, были (в большинстве случаев) отменены в 2015 году, как и все их почётные гвардейские звания и ордена. Были сохранены только некоторые почётные наименования, связанные с территорией Украины (Киевский, Закарпатский и т. д.), хотя и не во всех случаях; так, 93 отдельная гвардейская механизированная Харьковская дважды Краснознамённая, орденов Суворова и Кутузова бригада была переименована в 93 отдельную механизированную бригаду «Холодный Яр», то есть почётное наименование «Харьковская» не было сохранено.